# Johannes Stades

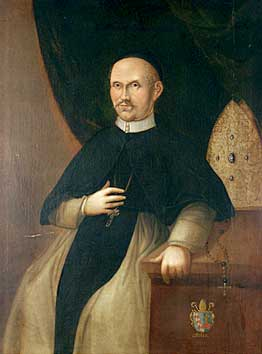
Johannes Stades, 38. Abt von Marienfeld

Johannes Stades (* 1610 in Coesfeld; † 6. November 1681) war Abt des Klosters Marienfeld.

## Leben
Johannes Stades trat 1647 mit drei Mitbrüdern in das Kloster Marienfeld ein. Am 7. Mai 1661 wählte der Marienfelder Konvent ihn zum 38. Abt von Marienfeld. Der Münsteraner Bischof Christoph Bernhard von Galen spendete die Abtsbenediktion in der Telgter Wallfahrtskapelle. In seiner Amtszeit traten 38 Mitbrüder und 2 Laienbrüder in den Orden ein. Abt Johannes Stades starb am 6. November 1681. Seine letzte Ruhestätte fand er im mittlerweile abgerissenen Kapitelshaus.

## Bautätigkeit
1672 ließ Abt Johannes in Warendorf ein klosterähnliches Gebäude errichten. Im Obergeschoss befinden sich 14 Zellen für Mönche. Dieses Gebäude war für den Fall bestimmt, dass die Mönche aus Marienfeld Zuflucht in Warendorf suchen müssten.
Die wichtigste Änderung, die Abt Johannes Stades im Kloster Marienfeld durchführen ließ, war sicherlich der Abriss des Marienfelder Altars von 1457. Laut Chronist Hermann Hartmann geschah dies nach Drängen des Fürstbischofs Ferdinand II. von Fürstenberg.  Auf Ferdinands Empfehlung hin wurde sein Hofmaler Johann Georg Rudolphi aus Brakel mit dem Entwurf für einen neuen Altar beauftragt, den der Laienbruder Johan Bröckelmann von Beckum 1681 ausführte. Die vier wechselbaren Ölgemälde für diesen neuen Hochaltar schuf der Maler F. Barckey. In der Predella fanden die Reliquien der hl. Ursula und ihrer Gefährtinnen Platz, die schon im vorigen Altar ruhten.